# Chiridota violacea
Chiridota violacea is een zeekomkommer uit de familie Chiridotidae.
De wetenschappelijke naam van de soort werd in 1849 gepubliceerd door J. Müller.